# کارخانه آبجوسازی
کارخانهٔ آبجوسازی یا کارخانهٔ آبجو سازهای است که برای ساختن آبجو ویژه شده‌باشد، بدین‌سان که ازنظر سازه‌ای درخور آن باشد و/یا دستگاه‌های وابسته در آن نهاده شده‌باشد.